# Rosalba Cimino
Rosalba Cimino, née le 1er mars 1990 à Agrigente (Italie), est une femme politique italienne.

## Biographie
Rosalba Cimino naît le 1er mars 1990 à Agrigente 
et a grandi à Grotte. Pendant ses années d'université elle se rapproche du naissant Mouvement 5 étoiles.
Diplômée en lettres modernes, elle est élue députée lors des élections générales de 2018 et porte-parole national à la Chambre des deputés. Elle commence l'activité parlementaire en tant que membre de la Commission XIII - Agriculture et de la Commission Schengen. Elle est membre de la VIIe Commission - Culture, science et éducation.